# Anh Tiên
Anh Tiên (英仙) (tiếng Latinh: Perseus) là một chòm sao trên bầu trời phía bắc, được đặt tên theo vị anh hùng trong thần thoại Hy Lạp Perseus. Đây là một trong số 48 chòm sao được liệt kê bởi nhà thiên văn học thế kỷ thứ II Ptolemy và cũng là một trong số 88 chòm sao hiện đại được xác định bởi Liên đoàn Thiên văn Quốc tế (IAU).
Chòm sao Anh Tiên nằm gần một số chòm sao khác được đặt tên theo các truyền thuyết Hy Lạp cổ đại xung quanh Perseus, bao gồm Tiên Nữ ở phía tây và Tiên Hậu ở phía bắc. Chòm sao này cũng giáp với Bạch Dương và Kim Ngưu ở phía nam, Ngự Phu ở phía đông, Lộc Báo ở phía bắc và Tam Giác ở phía tây. Một số tập bản đồ sao vào đầu thế kỷ 19 cũng mô tả Perseus đang cầm cái đầu của Medusa.
Mặt phẳng thiên hà của Dải Ngân Hà đi qua chòm sao này. Ngôi sao sáng nhất trong chòm sao Anh Tiên là một sao siêu khổng lồ màu trắng vàng tên là Alpha Persei (còn gọi là Mirfak), có cấp sao biểu kiến là 1,79. Alpha Persei và nhiều ngôi sao xung quanh là thành viên của một cụm sao mở được gọi là Cụm sao Alpha Persei. Tuy nhiên, ngôi sao được biết đến nhiều nhất là Algol (Beta Persei), hay bị liên kết với những điều không may mắn vì tính biến quang của nó, có thể nhận thấy bằng mắt thường.

## Tên gọi
Anh Tiên là tên gọi theo các tài liệu Trung văn, có nghĩa là "vị tiên tài năng", tiếng Latinh gọi là Perseus (đặt tên theo vị anh hùng Perseus trong thần thoại Hy Lạp).

## Đặc điểm
Chòm sao Anh Tiên giáp với chòm sao Tiên Nữ ở phía tây và Tiên Hậu ở phía bắc. Chòm sao này cũng giáp với Bạch Dương và Kim Ngưu ở phía nam, Ngự Phu ở phía đông, Lộc Báo ở phía bắc và Tam Giác ở phía tây.
Có diện tích 615 độ vuông, nó xếp thứ 24 trong số 88 chòm sao về kích thước. Chòm sao này xuất hiện nổi bật trên bầu trời phía bắc vào mùa xuân ở Bắc Bán cầu. Khoảnh sao chính của chòm sao Anh Tiên bao gồm 19 ngôi sao. Ranh giới của chòm sao Anh Tiên được đặt ra bởi nhà thiên văn học người Bỉ Eugène Joseph Delporte vào năm 1930, được xác định bởi một đa giác 26 cạnh. Trong hệ tọa độ xích đạo, tọa độ xích kinh của các đường biên này nằm trong khoảng từ 01h 29.1m đến 04h 51.2m, trong khi tọa độ xích vĩ nằm trong khoảng từ 30.92° đến 59.11°.
Liên đoàn Thiên văn Quốc tế (IAU) đã thông qua tên viết tắt cho chòm sao này là "Per" vào năm 1922.

## Hình ảnh

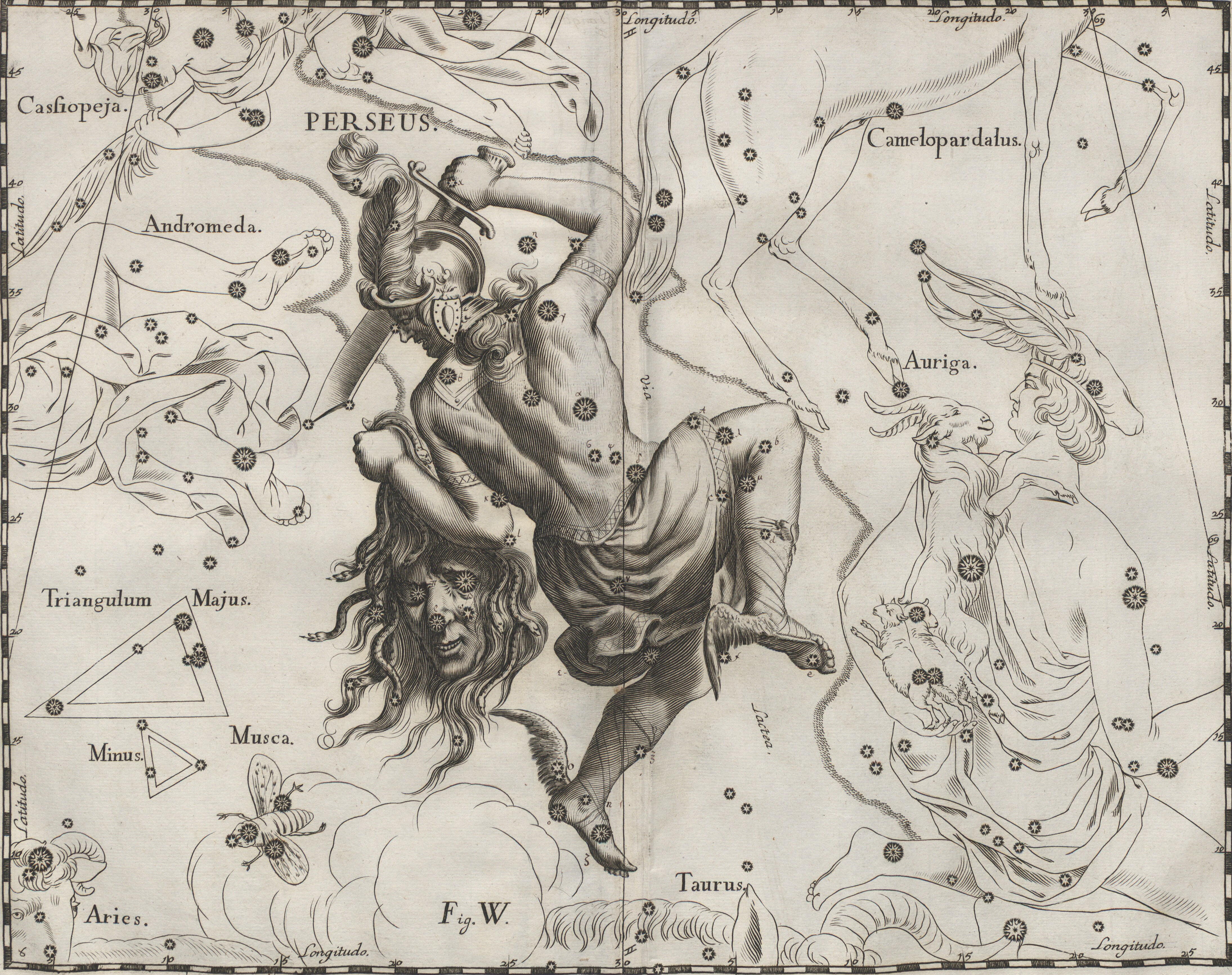
Chòm sao Anh Tiên.
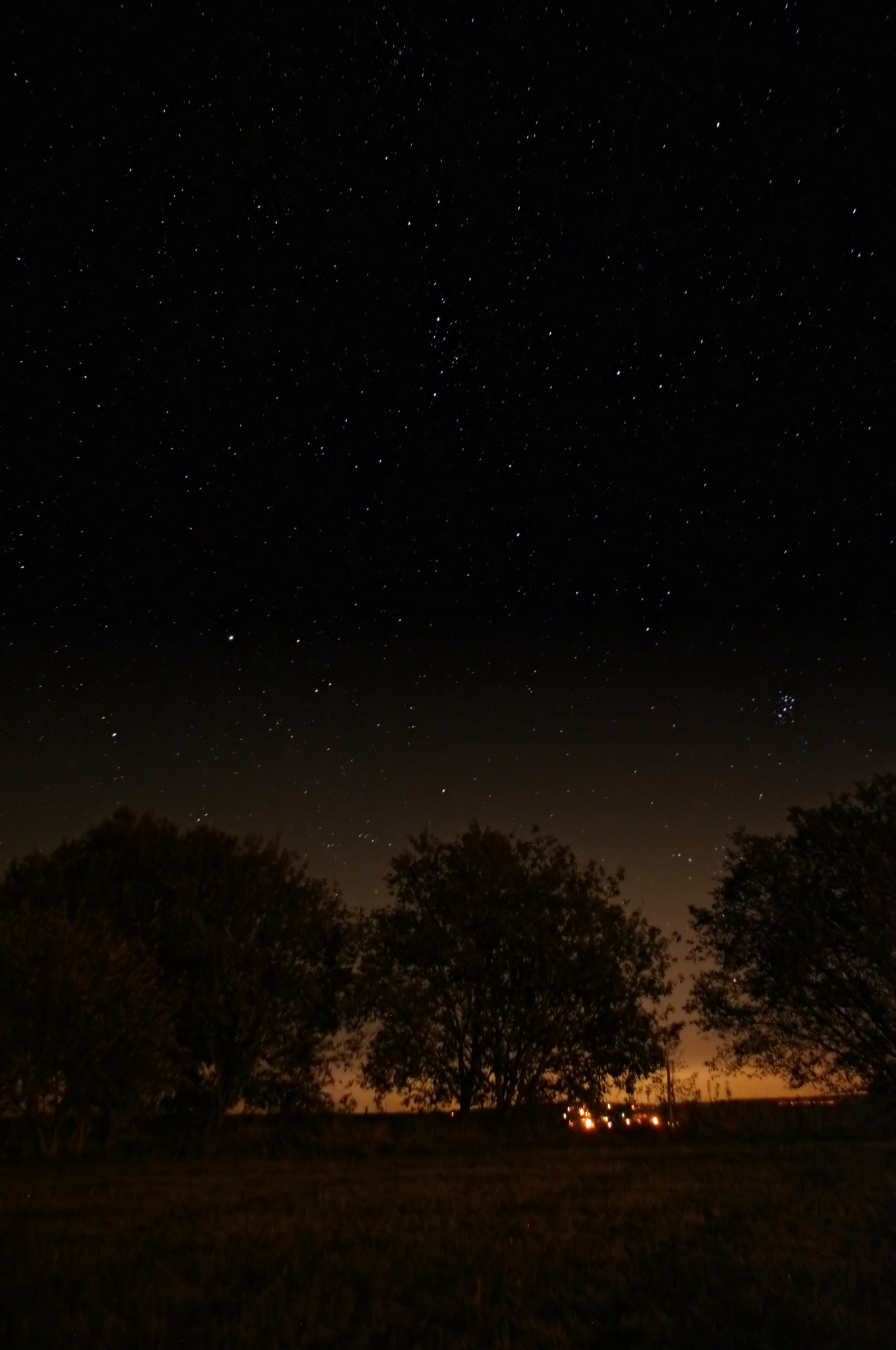

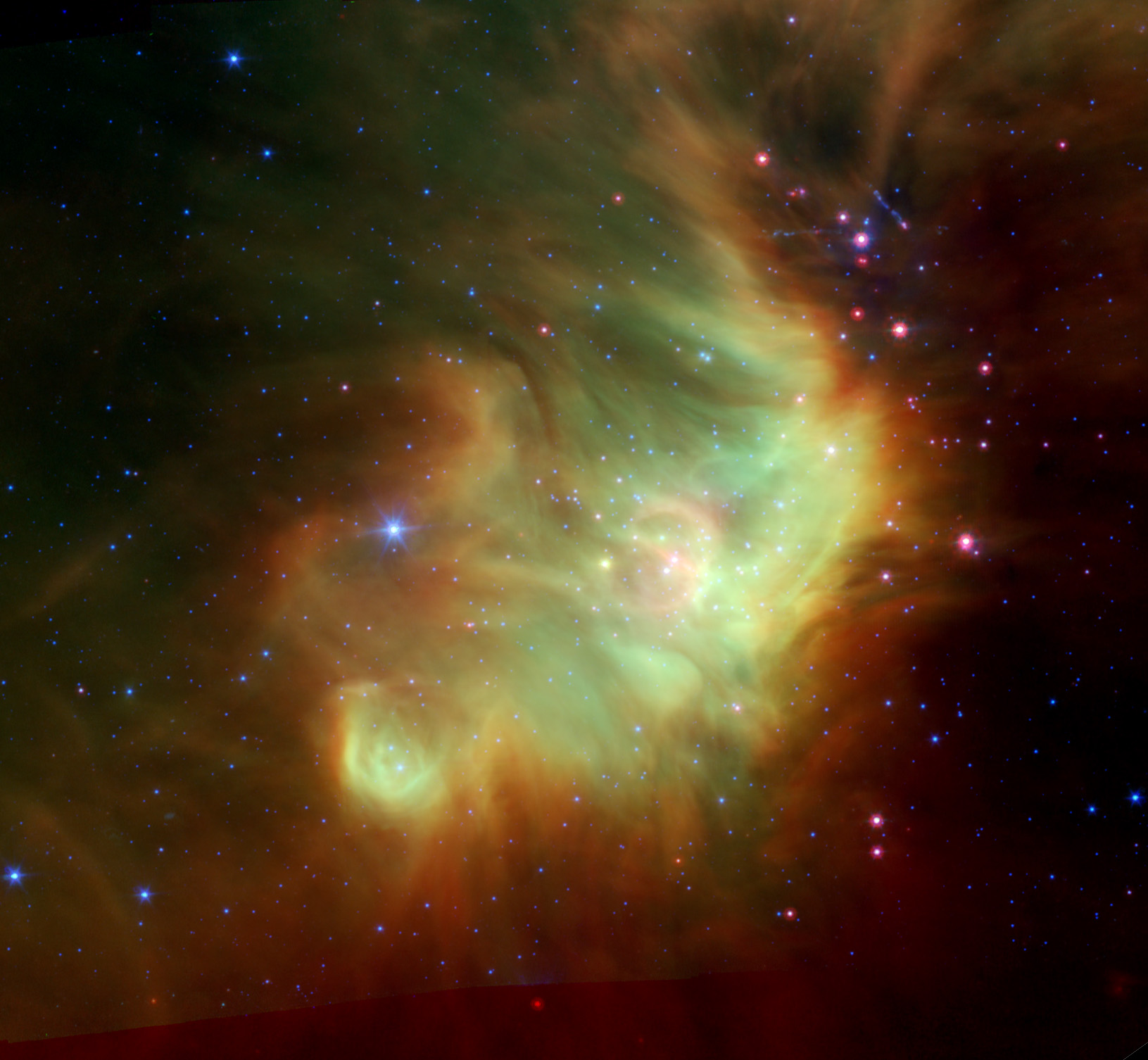
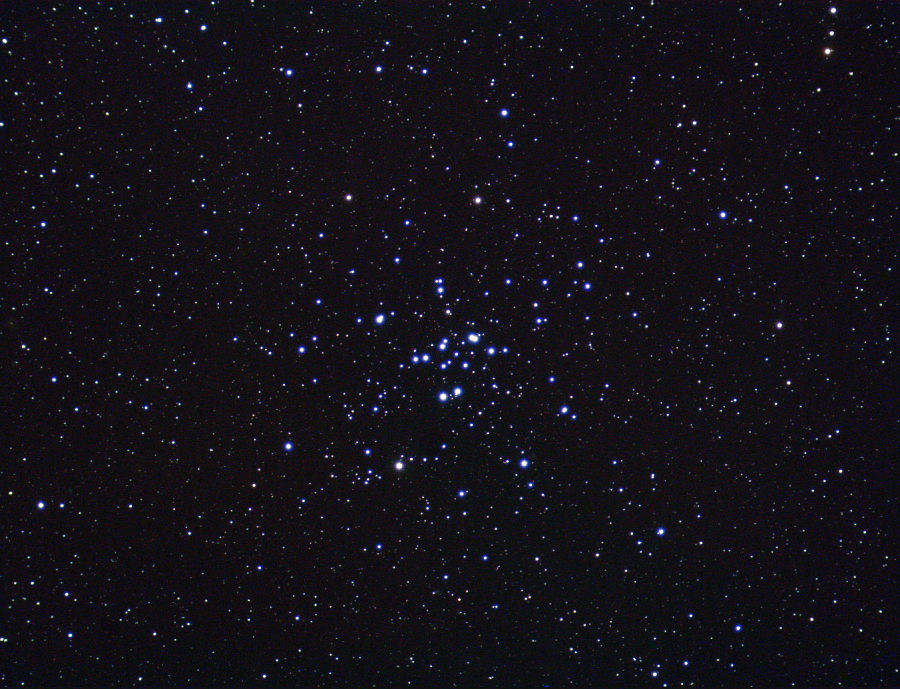
Cụm sao mở M34.
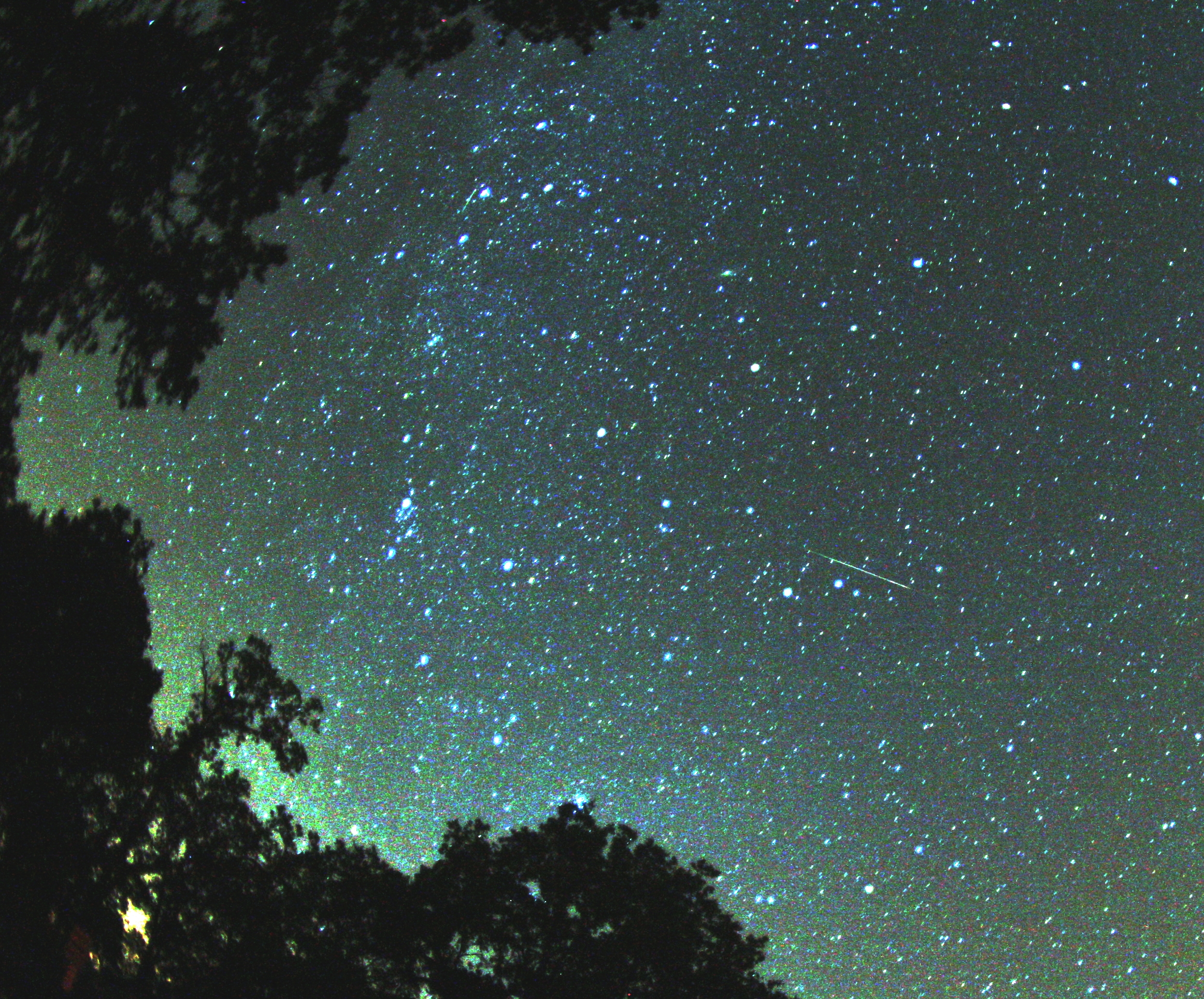
Sao băng Perseid nhiều màu nổi bật trên bầu trời ngay bên phải Dải Ngân Hà.